# Homalopoma bicolor
Homalopoma bicolor là một loài ốc biển, là động vật thân mềm chân bụng sống ở biển thuộc họ Colloniidae.